# (100707) 1998 BW14
(100707) 1998 BW14 es un asteroide perteneciente al cinturón de asteroides descubierto el 25 de enero de 1998 por Adrián Galád desde el Observatorio Astrofísico y Geofísico de Modra, Modra, Eslovaquia.

## Designación y nombre
Designado provisionalmente como 1998 BW14.

## Características orbitales
1998 BW14 está situado a una distancia media del Sol de 2,794 ua, pudiendo alejarse hasta 3,050 ua y acercarse hasta 2,538 ua. Su excentricidad es 0,091 y la inclinación orbital 4,525 grados. Emplea 1706,51 días en completar una órbita alrededor del Sol.

## Características físicas
La magnitud absoluta de 1998 BW14 es 15,4. Tiene 2,565 km de diámetro y su albedo se estima en 0,204. 